# Brandon Biro
Brandon Biro, född 11 mars 1998, är en kanadensisk professionell ishockeyforward som är kontrakterad till Buffalo Sabres i National Hockey League (NHL) och spelar för Rochester Americans i American Hockey League (AHL).
Han har tidigare spelat för Penn State Nittany Lions i National Collegiate Athletic Association (NCAA).
Biro blev aldrig NHL-draftad.

## Statistik
| 2010–2011   | Sherwood Park Sabres     |             | 4   | 2  | 0  | 2   | 0  | —  | —  | —  | —  | — |
| 2011–2012   | Sherwood Park Flyers     | AMBHL       | 33  | 5  | 9  | 14  | 4  | —  | —  | —  | —  | — |
| 2012–2013   | Sherwood Park Flyers     | AMBHL       | 30  | 28 | 36 | 64  | 30 | 5  | 2  | 3  | 5  | 0 |
|             | Sherwood Park Squires    | AMMHL       | 1   | 1  | 0  | 1   | 0  | —  | —  | —  | —  | — |
| 2013–2014   | Sherwood Park Kings      | AMHL        | 22  | 3  | 13 | 16  | 10 | —  | —  | —  | —  | — |
| 2014–2015   | Spruce Grove Saints      | AJHL        | 57  | 21 | 33 | 54  | 18 | 16 | 7  | 7  | 14 | 2 |
| 2015–2016   | Spruce Grove Saints      | AJHL        | 40  | 32 | 25 | 57  | 6  | 14 | 10 | 10 | 20 | 2 |
| 2016–2017   | Penn State Nittany Lions | NCAA        | 39  | 6  | 14 | 20  | 19 | —  | —  | —  | —  | — |
| 2017–2018   | Penn State Nittany Lions | NCAA        | 37  | 9  | 22 | 31  | 18 | —  | —  | —  | —  | — |
| 2018–2019   | Penn State Nittany Lions | NCAA        | 37  | 16 | 24 | 40  | 4  | —  | —  | —  | —  | — |
| 2019–2020   | Penn State Nittany Lions | NCAA        | 25  | 10 | 15 | 25  | 8  | —  | —  | —  | —  | — |
| 2020–2021   | Rochester Americans      | AHL         | 15  | 2  | 3  | 5   | 4  | —  | —  | —  | —  | — |
| 2021–2022   | Buffalo Sabres           | NHL         | 1   | 0  | 0  | 0   | 0  | —  | —  | —  | —  | — |
|             | Rochester Americans      | AHL         | 48  | 12 | 29 | 41  | 20 | 10 | 1  | 2  | 3  | 0 |
| 2022–2023   | Rochester Americans      | AHL         | 49  | 16 | 35 | 51  | 12 | —  | —  | —  | —  | — |
| NHL totalt  | NHL totalt               | NHL totalt  | 1   | 0  | 0  | 0   | 0  | —  | —  | —  | —  | — |
| AHL totalt  | AHL totalt               | AHL totalt  | 112 | 30 | 67 | 97  | 36 | 10 | 1  | 2  | 3  | 0 |
| NCAA totalt | NCAA totalt              | NCAA totalt | 138 | 41 | 75 | 116 | 49 | —  | —  | —  | —  | — |